# Apostelstraße

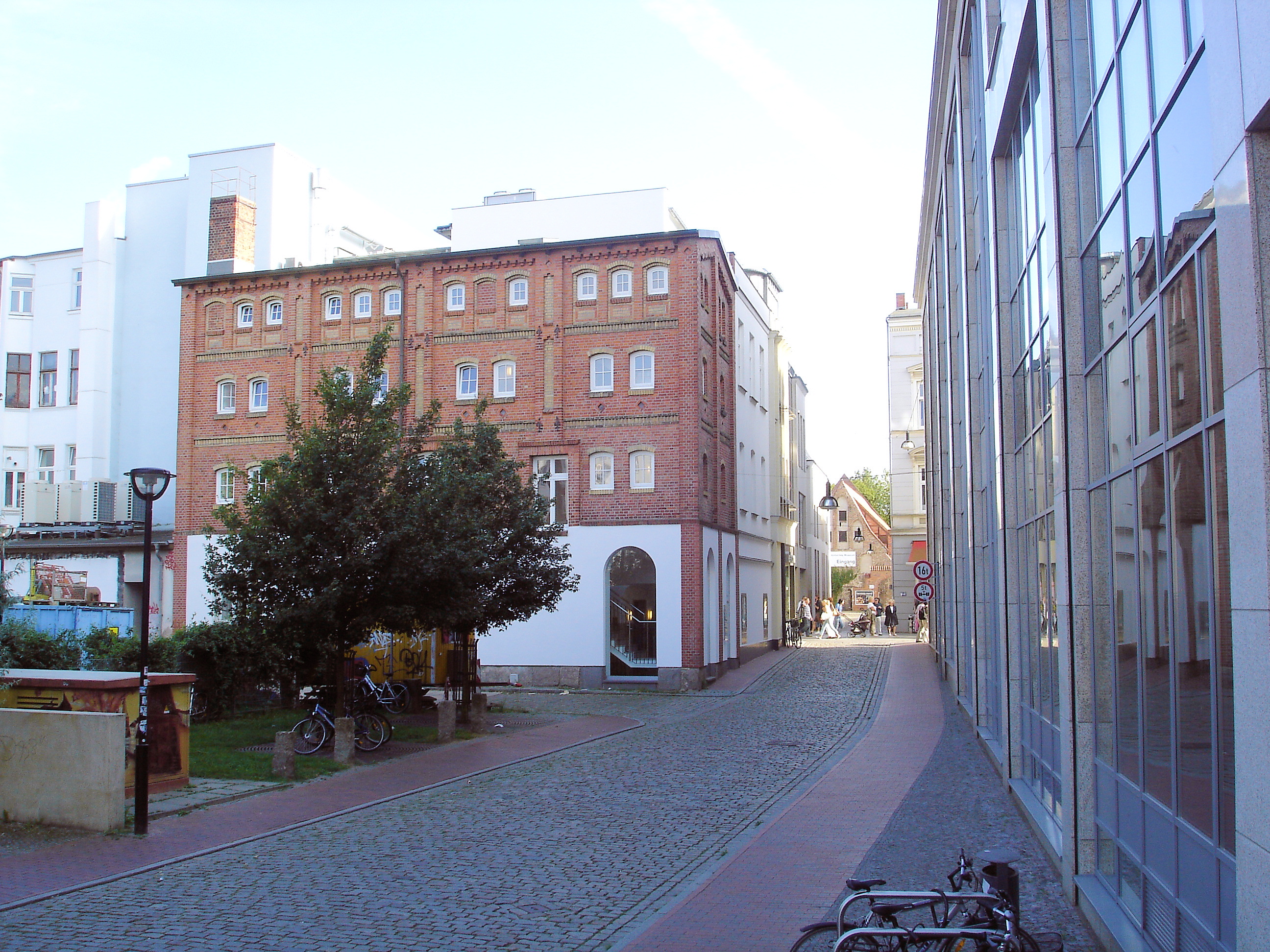
Apostelstraße vom Jakobikirchplatz (Blick nach Süden)

Die Apostelstraße in Rostock ist eine Straße im historischen Stadtkern der Hansestadt. Sie verbindet in Nord-Süd-Richtung die Lange Straße mit der Kröpeliner Straße, allerdings ist die Verbindung mit der Langen Straße heute nur noch für Fußgänger passierbar. Sie ist Teil der ehemaligen Neustadt.

## Geschichte
Die Geschichte der Apostelstraße war eng mit der Pfarrkirche der Neustadt, St. Jacobi, verbunden. Diese Jakobikirche befand sich zwischen der Apostelstraße im Westen und ihrer Parallelstraße, der Pädagogienstraße, im Osten. Das Westwerk mit dem Portal und dem gewaltige Turm lagen an der Apostelstraße. Auf der Westseite der Straße befanden sich neben der Pfarrei mehrere schlichte Wohnhäuser (Buden).
Im Jahr 1473 wurde die Apostelstraße als In vico versus dotem (dt. Straße nach der Dos) ersterwähnt. Der Name Apostelstraße leitete sich vom Fassadenschmuck eines Hauses der Südwestseite der Straße ab, das die 12 Apostel zeigte. Im beginnenden 18. Jahrhunderts setzte sich der deutsche Name auch in den offiziellen Dokumenten der Stadt durch. Am Anfang des zwanzigsten Jahrhunderts errichtete man an der Ecke Kröpeliner Straße ein modernes Warenhaus im Stahlskelettbau, das nahezu die gesamte Westseite der Apostelstraße einnahm.
In den Bombennächten Ende April 1942 wurde dieses Warenhaus schwer beschädigt, die Jakobikirche brannte aus und verlor ihren barocken Turmhelm und das Dach. 1947 stürzten schließlich Gewölbe und die meisten Außenmauern ein, 1960 wurde die Ruine der Jakobikirche endgültig abgetragen. Das Warenhaus auf der Westseite der Apostelstraße wurde vereinfacht wiederhergestellt. Im Zuge des monumentalen Wiederaufbaus der Langen Straße verkürzte man die Apostelstraße, seitdem sind an ihrem nördlichen Ende die Rückseiten der Häuser der Langen Straße zu sehen.
Heute wird die Apostelstraße auf ihrer Westseite von der Einkaufsmeile Jakobi-Passage dominiert, während im Osten seit 2003 ein Park an den monumentalen Bau von St. Jacobi erinnert.